# John Blake Dillon
John Blake Dillon, född 5 maj 1816, död 15 september 1866, var en irländsk politiker. Han var far till John Dillon.
Dillon var en ivrig anhängare till Daniel O'Connells repeal-rörelse mot den Irland påtvingade unionen, och anslöt sig till de radikala så kallade ungirländarna och den 1846 stiftade Irish Confederation. 1848 deltog han i William Smith O'Briens upprorsförsök och flydde därefter till Amerika, där han stannade till 1855, då amnesti utfärdades. Efter sin hemkomst blev han parlamentsledamot 1865 och sökte därefter samförstånd med de brittiska radikalerna.